# BNP Paribas Katowice Open 2013
BNP Paribas Katowice Open 2013 — жіночий тенісний турнір, що проходив на закритих ґрунтових кортах. Це був перший турнір [[BNP Paribas 
Katowice Open]]. Належав до категорії International в рамках Туру WTA 2013. Відбувся на арені Spodek в Катовиці (Польща) з 8 до 14 квітня 2013 року.

## Учасниці основної сітки в одиночному розряді

### Сіяні
| Країна          | Гравчиня         | Рейтинг1 | Сіяна |
| --------------- | ---------------- | -------- | ----- |
| Чехія           | Петра Квітова    | 8        | 1     |
| Італія          | Роберта Вінчі    | 13       | 2     |
| Чехія           | Клара Закопалова | 21       | 3     |
| Німеччина       | Юлія Гергес      | 30       | 4     |
| Франція         | Алізе Корне      | 33       | 5     |
| Естонія         | Кая Канепі       | 38       | 6     |
| Німеччина       | Сабіне Лісіцкі   | 41       | 7     |
| Велика Британія | Лора Робсон      | 42       | 8     |

- Рейтинг подано станом на 1 квітня 2013.[2]

### Інші учасниці
Нижче наведено учасниць, які отримали вайлдкард на участь в основній сітці:
- Марта Домаховська
- Кароліна Плішкова
- Сандра Заневська

Нижче наведено гравчинь, які пробились в основну сітку через стадію кваліфікації:
- Александра Каданцу
- Марія Елена Камерін
- Джилл Крейбас
- Анна Кароліна Шмідлова

Як щасливий лузер в основну сітку потрапили такі гравчині:
- Шахар Пеєр

### Знялись з турніру
До початку турніру
- Петра Цетковська
- Полона Герцог
- Таміра Пашек
- Магдалена Рибарикова (травма поперекового відділу хребта)

### Знялись
Під час турніру
- Юлія Гергес (запаморочення)
- Андреа Главачкова (запаморочення)

## Учасниці основної сітки в парному розряді

### Сіяні
| Країна    | Гравчиня             | Країна               | Гравчиня            | Рейтинг1 | Сіяна |
| --------- | -------------------- | -------------------- | ------------------- | -------- | ----- |
| Німеччина | Анна-Лена Гренефельд | Словаччина           | Жанетта Гусарова    | 60       | 1     |
| Японія    | Аояма Сюко           | Боснія і Герцеговина | Мервана Югич-Салкич | 136      | 2     |
| США       | Джилл Крейбас        | Люксембург           | Менді Мінелла       | 137      | 3     |
| Чехія     | Рената Ворачова      | Чехія                | Клара Закопалова    | 150      | 4     |

- Рейтинг подано станом на 1 квітня 2013.

### Інші учасниці
Нижче наведено пари, які отримали вайлдкард на участь в основній сітці:
- Магдалена Френх /  Катажина Пика
- Паула Канія /  Сандра Заневська

### Знялись з турніру
До початку турніру
- Акгуль Аманмурадова (травма правого ліктя)
- Магдалена Френх (вірусне захворювання)

### Завершили кар'єру
Під час турніру
- Ірина-Камелія Бегу (травма правого плеча)

## Переможниці

### Одиночний розряд
- Роберта Вінчі —  Петра Квітова, 6-0, 6–1

### Парний розряд
- Лара Арруабаррена /  Лурдес Домінгес Ліно —  Ралука Олару /  Валерія Соловйова, 6–4, 7–5